# Анна, герцогиня Калабрийская
Анна Маргарита Бригитта Мария Орлеанская, герцогиня Калабрийская (фр. Anne Marguerite Brigitte Marie d’Orléans, duchesse de Calabre; род. 4 декабря 1938, Волюве-Сен-Пьер) — член Испанского Королевского Дома, супруга Главы Королевского Дома Обеих Сицилий, дочь орлеанисткого претендента на французский трон принца Генриха Орлеанского, графа Парижского и принцессы Бразильской Изабеллы Орлеан-Браганса.

## Биография
Принцесса Анна была замужем за Его Королевским Высочеством Инфантом Карлосом Испанским, Принцем Обеих Сицилий, герцогом Калабрийским, главой Королевского Дома Обеих Сицилий (1938—2015). Первая встреча будущих супругов состоялась в 1962 году в Афинах, на торжествах по случаю бракосочетания Принца Испании Хуана Карлоса и Принцессы Софии Греческой и Датской. Принцесса Анна была Почётной дамой при Принцессе Софии, а её будущий муж, находился на торжествах как родственник и соученик Принца Испании.
Бракосочетание Анны и Карлоса и состоялось в 1965 году.
11 мая 1965 года состоялась государственная регистрация брака в Лувесьене (Иль-де-Франс, Франция), а 12 мая того же года прошёл церковный обряд бракосочетания в городе Дрё (Эр и Луар, Франция).

## Дети
- Её Королевское Высочество Кристина, принцесса Обеих Сицилий  (род. 16 марта 1966 г.), муж - Педро Лопес-Кесада и Фернандес Уррутия (род. 1964 году):
  - Виктория Лопес-Кесада и Бурбон-Сицилийский(род. 1997 г.)
  - Педро Лопес-Кесада и Бурбон-Сицилийский (род. 2003 г.)
- Её Королевское Высочество Мария, принцесса Обеих Сицилий[исп.] (род. 5 апреля 1967 г.), замужем за Симеоном Австрийским (род. 1958 г.), сыном Рудольфа фон Габсбурга:
  - эрцгерцог Людвиг Австрийский  (род. 1999 г.)
  - эрцгерцогиня Изабель Австрийская (род. 2001 г.)
  - эрцгерцогиня Карлота Австрийская (род. 2003 г.)
  - эрцгерцогиня Леонор Австрийская (род. 2005 г.)
  - эрцгерцог Филипп Австрийская (род.2006 г.)
- Его Королевское Высочество Педро, герцог де Ното (род. 16 октября 1968 г.), затем герцог Калабрии, жена София Ландалус и Мельгареджо (род. в 1973 году):
  - Хайме де Бурбон-Сицилийский и Ландалус (род. в 1993 году), герцог Капуи, затем герцог Ното.Женился на леди Шарлотте Диане Линдси-Бетьюн (родилась 12 мая 1993 года) 25 сентября 2021 года в кафедральном соборе Монреале.
    - Принцесса Франческа София Бурбонско-Сицилийская (род. 13 октября 2023 года)

  - Хуан де Бурбон-Сицилийский и Ландалус (род. 2003 г.)
  - Пабло де Бурбон-Сицилийский и Ландалус (род. 2004 г.)
  - Педро де Бурбон-Сицилийский и Ладалус (род. 2006 г.)
  - София де Бурбон-Сицилийский и Ландалус (род. 2008 г.)
  - Бланка де Бурбон-Сицилийский и Ландалус (род. 2011 г.)
  - Мария де Бурбон-Сицилийский и Ландалус (род. 2015 г.)
- Её Королевское Высочество Агнесса, принцесса Обеих Сицилий (род. 20 апреля 1971 г.), муж - Мишель Каррелли Паломби, маркиз ди Райано (род. 1965 году):
  - Тереза Каррелли Паломби (род. 2003 г.)
  - Бланка Каррелли Паломби (род. 2005 г.)
- Её Королевское Высочество Виктория, принцесса Обеих Сицилий (род. 24 мая 1976), муж — Маркос Номикос[вд] (род. 1965):
  - Анастасиос Номикос (род. 2005 г.)
  - Ана Номикос (род. 2006 г.)
  - Каролос Номикос (род. 2008 г.)
  - Симеон Номикос (род. 2012 г.)

## Награды
- Дама Большого Креста Справедливости Константиновского ордена Святого Георгия[2]